# Amurta nigrofasciata
Amurta nigrofasciata är en insektsart som beskrevs av Chiang, Hsu och Knight 1989. Amurta nigrofasciata ingår i släktet Amurta och familjen dvärgstritar.
Artens utbredningsområde är Taiwan. Inga underarter finns listade i Catalogue of Life.